# Denis Dyack
Denis Dyack, né le 14 juillet 1966 est un créateur de jeux vidéo canadien. Il est actuellement le président et fondateur de la société Silicon Knights.